# 乔瓦尼·埃里基耶洛
乔瓦尼·埃里基耶洛（義大利語：Giovanni Errichiello，1960年6月12日—），意大利前男子排球运动员。他曾代表意大利国家队参加1984年夏季奥林匹克运动会排球比赛，结果获得一枚铜牌。